# Bad Day (R.E.M.)
Bad Day è un brano della band alternative rock R.E.M.. La canzone, originariamente scritta nel 1985 e mai registrata, è stata pubblicata come inedito e primo singolo estratto da In Time: The Best of R.E.M. 1988-2003, greatest hits del gruppo statunitense, pubblicato nel 2003.

## Tracce
- CD (Warner W624CD1) (UK)
  1. "Bad Day" (Berry, Buck, Mills, Stipe)
  2. "Favorite Writer" (Swell)
  3. "Bad Day" (Video)
- CD (Warner W624CD2) (UK)
  1. "Bad Day"
  2. "Out in the Country" (Williams/Nichols)
  3. "Adagio" (Buck, Mills, Stipe)
- CD (Warner 16533-2) (US)
  1. "Bad Day"
  2. "Favorite Writer"
  3. "Out in the Country"
  4. "Adagio"

## Formazione
- Michael Stipe - voce, armonica
- Peter Buck - chitarra
- Mike Mills - basso

Altri musicisti
- Scott McCaughey - chitarra, tastiere
- Bill Rieflin - batteria, percussioni

## Classifiche
| Classifica (2003)               | Posizione massima |
| ------------------------------- | ----------------- |
| Australia                       | 22                |
| Austria                         | 45                |
| Belgio (Fiandre)                | 54                |
| Belgio (Vallonia)               | 59                |
| Canada                          | 17                |
| Germania                        | 39                |
| Irlanda                         | 11                |
| Italia                          | 9                 |
| Norvegia                        | 11                |
| Paesi Bassi                     | 68                |
| Regno Unito                     | 8                 |
| Spagna                          | 4                 |
| Stati Uniti (adult alternative) | 1                 |
| Svezia                          | 43                |
| Svizzera                        | 39                |